# 布雷滕
布雷滕（德語：Bretten，發音：[ˈbʁɛtn̩] ⓘ）是德国巴登-符腾堡州卡尔斯鲁厄行政区卡尔斯鲁厄县的城市，面积71.1平方千米，2023年12月31日人口为30,136人。

## 友好城市
布雷滕共与九座城市结为友好城市关系：
- 法國 讷夫利兹（1971年）
- 德国 黑默（1979年）
- 法國 隆瑞莫（1981年）
- 葡萄牙 新孔代沙（1985年）
- 匈牙利 奈迈什纳杜德沃尔（1987年）
- 德国 路德城维滕贝格（1990年）
- 匈牙利 希道什（1990年）
- 英国 庞蒂浦（1994年）
- 法國 瓦尔瑟罗讷（2001年）